# 阿氏獅子魚
阿氏獅子魚，為輻鰭魚綱鮋形目杜父魚亞目獅子魚科的其中一種，分布於北太平洋區，包括日本岩手縣至北海道、庫頁島東南部及千島群島南部海域，棲息深度可達100公尺，為底棲性魚類，體長可達44公分，屬肉食性，生活習性不明。

## 擴展閱讀
維基物種上的相關：阿氏獅子魚